# 虎乳芝
虎乳芝(Lignosus rhinocerus)俗称“老虎奶”，也叫“虎奶菇” ，属于真菌界担子菌门（Basidiomycota）中的多孔菌科（Polyporaceae），被归纳为独特且具备多种疗效的药用真菌。 虎乳芝主要分布在热带雨林地区，如：中国南部、泰国、马来西亚、印尼、菲律宾以及巴布新几内亚等。
马来西亚的原住民称把虎乳芝称为“老虎奶”(Cendawan Susu Harimau)，更把传统上用来保健养身的虎乳芝当成是马来西亚的国宝。相传，“老虎奶” 的命名源自于原住民的口述 —— 哺乳的老虎把乳汁滴在地上让幼虎舔舐，土壤的乳汁却助长出稀有珍贵的药用真菌。

## 虎乳芝学名演变史
1664年，欧洲政务官约翰·伊夫林随同舰队远航抵达东南亚区域。同年6月22日，他在日记中叙述他从当地居民手中得到了“老虎奶”(Lac tygridis) 的事迹 。据说，当地居民惯用“老虎奶”医治一些疑难杂症。1890年，马来亚橡胶大王黎德利 (Sir Henry Nicholas Ridley) 也针对这个药用真菌做了一些记录。黎德利曾经尝试栽种虎乳芝，可惜没有成功。同年，著名植物学家克尔 (Cooke) 首次透过科学验证把来自马来西亚槟城州的“老虎奶”样品命名为 Fomes rhinocerotis。往后，虎乳芝学名经过个别学者命名，逐渐演变成今日的Lignosus rhinocerotis  或Lignosus rhinocerus。

## 生态特性
虎乳芝拥有菌盖、菌柄和埋在地底下的菌核。异于其他菇类，虎乳芝具有独特的生长特性。虎乳芝没有固定的生长地点，也不会成堆生长，因此每次只能在一个地点发现一棵，方圆五公里之内很难再遇上第二棵。由于产量稀少，而被归类为珍贵真菌。原住民相信，森林中的虎乳芝是从老虎乳汁接触地面之处而长出的药用真菌。在野生环境中，除非菌柄和菌帽在适当的生长条件下从地底下的泥土里冒出来，否则菌核不会被人们发现。深埋地底下的菌核虽能保存多年不变质，但是菌柄和菌帽的成长过程都会消耗虎乳芝菌核的药用疗效。

## 虎乳芝的药用疗效
400多年前，就算是在科技不发达的年代，虎乳芝的药效早已被人们发现并成为家用良药。原住民或土著早已使用“老虎奶”医治咳嗽、哮喘、支气管炎、呕吐、发烧、鼻子過敏、皮膚過敏、乳腺癌、胃癌、食物中毒等超过15种症状。根据记载，原住民会使用“虎乳芝”和“东革阿里”加入沸水熬成强身健体的补品。

## 温室培植虎乳芝
野生虎乳芝产量极少，踪迹难寻。即使动员所有原住民到深山寻找，一年之内也未必能够供应100公斤的天然虎乳芝。虽然原住民对野生虎乳芝的药效已经存在普遍认知，但由于原料供应不稳定、品质参差不齐、重金属污染、缺乏专业研究与生产等等局限，让许多传统草药的潜能无法被进一步发掘。
过去，由于业者无法掌握培植技术，因此虎乳芝从未投入大规模的工业生产模式。2008年，来自马来西亚农业研究与发展研究所(MARDI)的陈春生博士成功研发“固态发酵技术”(solid fermentation technology)，并在室内里培植虎乳芝。

## 虎乳芝药用疗效的科学依据
虎乳芝是历史悠久的民间治病药方，近年来研发温室培植技术之后，更引起学术界与业界的研究兴趣。虎乳芝的食用安全性与药理性质开始被重点研发，以验证民间的药用价值。研究显示，虎乳芝菌核中含有各种生物活性成分如多醣体，多醣蛋白综合体(PSPC)和β葡聚糖，拥有显著抗炎，抗氧化，抗增殖和免疫调节作用。
抗炎 
基于抗炎作用，虎乳芝菌核粉末传统上被用于治疗咳嗽、哮喘、鼻子和皮膚過敏、慢性肝炎或肺部疾病。与一般消炎痛药物相比，虎乳芝冷水萃取液(cold water extract)对角叉菜胶(carrageenan)诱导的大鼠急性炎症有更好抑制作用。
免疫力调节
虎乳芝菌核萃取物的多醣是非常良好的免疫调节物质。多醣进入体内，能引发身体产生先天免疫细胞如巨噬细胞(macrophage)、自然杀手细胞 (NK细胞) 和T淋巴细胞
(T-lymphocytes)。此外，针对免疫力调节机制的深入研究证实虎乳芝能促进T辅助细胞 (T-helper) 产生。在初期的临床试验中，该成分也与免疫力调节机制相关联。以此类推，这种免疫调节机制理应具备抗肿瘤作用。
抗增殖
虎乳芝菌核的多醣具备显著的抗肿瘤机制，能在白老鼠实验中有效抑制植入老鼠体内的癌症细胞。此外，多醣也对人类白血病细胞系(leukemic cell lines)、乳腺癌细胞、人体肺癌细胞系(lung carcinoma cell lines)具有显著的杀伤力(direct cytotoxic effects)。根据初步的科学分析，虎乳芝通过细胞周期停滞、诱发细胞凋零的机制，选择性发挥其抗增殖活性。
抗氧化性
研究显示，虎乳芝菌核的冷水萃取液拥有清除超氧阴离子活性，能预防体内的氧化应激(oxidative stress)活动。
神经刺激作用 
研究报告指出，虎乳芝菌核的萃取液含有类似神经生长因子(NGF)的物质，能增强神经发展的活性。该萃取液不但促进PC-12细胞系的神经发展，假设结合NGF的作用，能提升神经线的发展活性。
益生素
虎乳芝菌核中不被肠道消化吸收的碳水化合物能促进肠道中双歧杆菌(Bifidobacterium longum)和短乳杆菌(Lactobacillus brevis)滋生，从而具备开发潜能成为肠道护理的益生素。

## 安全性测试
在科学还不发达的古代，人们的食用和试验纪录已经印证了虎乳芝的安全性。根据国际OECD安全性评价规格的科学验证，虎乳芝已经被证实为天然营养价值高的食用菌类，不含食用过量而引起的副作用。在老鼠实验中，温室培植的虎乳芝菌核不会对老鼠的身体器官（如：肝，肾，心脏，脾脏，和肺）产生任何病理变化。此外，老鼠实验研究也证实食用虎乳芝并没有对生育能力带来任何负面影响。马来西亚国家毒药中心 (National Poison Center)毒理学科研室(The Toxicology Laboratory)针对温室培植虎乳芝进行一系列检测，证实不含任何皮质类固醇(corticosteroid)。